# Informaterie
Informaterie este un termen compus în limba română din informație + materie > informaterie, "informația materiei".
«Informateria este un concept filosofic care desemnează o componentă a materiei profunde, „o materie informațională“, fără să conțină inteligență / conștiință, dar constituindu-se în „ingredient“ oricărui organism viu ce, prin introdeschidere, are acces la aceasta, oferindu-i, potrivit demonstrației filosofului Mihai Drăgănescu, «proprietățile fenomenologice de sens, continuitatea psihologică și continuificarea realității spațio-temporale». 
În materia profundă, informateria și lumatia formează un „binom“ al nașterii universurilor; filosoful Mihai Drăgănescu ne lămurește în acest sens: «Informateria este o materie informațională în care informația se manifestă în primul rând fenomenologic, ca proces fizic specific, ca o sensibilitate fizică. Asemenea procese în informaterie, se numesc ortosensuri. O generare de ortosensuri în informaterie, prin fluctuație, duce la o structurare a informateriei și la constituirea unor legi ale universului fizic. Acesta se formează prin cuplarea dintre lumatie și informateria structurată, menținută structurat prin însăși această cuplare. O parte din informaterie rămâne nestructurată, disponibilă pentru noi structurări. Datorită informateriei, profunzimile lumii materiale pot fi substratul unei potențialități infinite de manifestări ale materiei.». 